# Trabrennbahn Recklinghausen
Die Trabrennbahn Recklinghausen war eine Anlage in Hillerheide, Recklinghausen.

## Lage
Die Trabrennbahn Recklinghausen befand sich nordöstlich des Autobahnkreuzes Recklinghausen im Stadtteil Hillerheide. Sie bestand aus einem 1.200 Meter langen Oval, auf welchem im Linkskurs, also entgegen dem Uhrzeigersinn gelaufen wurde. Das Oval umrundete im sogenannten Autobahnbogen (im Süden) einen kleinen See. Des Weiteren verfügte das Areal über eine 3.200 Meter lange Trainingsbahn.

## Geschichte

### Vorgeschichte
In der Frühzeit wurden auf dem Gelände Galopprennen ausgetragen. Der erste Renntag wurde am 4. August 1907 vom Recklinghäuser Rennverein veranstaltet. Vorher fanden die Rennen in Hohenhorst statt. Das erste Rennen auf der Hillerheide trug den Namen Jockey-Jagd-Rennen. Es gab nur diesen einen Renntag, an welchem in fünf Rennen nur 18 Pferde an den Start kamen. Dennoch gab es bereits einen Totalisator, an welchem Sieg- und Platzwetten angelegt werden konnten. Auch 1908 gab es nur einen Renntag. Im Rennjahr 1914 gab es am Renntag schon sechs Rennen. Während des Ersten Weltkriegs fanden keine Rennen mehr statt.

### Bis zum Zweiten Weltkrieg
Auch nach Beendigung des Krieges waren es zunächst wieder Galopprennen, die auf der Hillerheide ausgetragen wurden. Im Jahr 1927 gab es nun schon fünf Renntage. Das Jahreshauptereignis war im August der Renntag rund um den Preis der Stadt Recklinghausen. In den ausgehenden 1920er Jahren wurde die Anlage zur Durchführung von Trabrennen umgebaut. Betreiber der Anlage war der Trabrennverein Recklinghausen e. V. Die Einweihung der neugestalteten Rennbahn erfolgte am 20. Oktober 1929. Zunächst wurde auf einer Grasbahn von 1.500 Metern Länge gelaufen, welche 1931 in eine 1.200 Meter lange Sandbahn umgebaut wurde.

### Nachkriegsgeschichte
1947 wurde zum ersten Mal das Orakel der Dreijährigen ausgetragen.

#### 1950er Jahre
1950 wurde ein neues Tribünengebäude errichtet. Im Untergeschoss befanden sich die Wettschalter, darüber die freie Tribüne. In dieselbe Zeit fiel auch der Aufbau der ersten Lichtanlage, um Veranstaltungen auch am Abend durchführen zu können. 1952 wurde zum ersten Mal das Kriterium der Zweijährigen ausgetragen. Happy Star gewann mit Fahrer Willi Moesgen in einer Kilometerzeit von 1:29,1 (1 min. 29,1 s). Die Dotierung betrug 5.000.-DM.

#### 1960er Jahre
1960 wurde nördlich der Haupttribüne ein dreistöckiges geschlossenes Tribünenhaus seiner Bestimmung übergeben. Als Verbindung zwischen der offenen Haupttribüne und dem Zielturm kam ein eingeschossiges Teehaus mit Freiterrasse auf dem Dach hinzu. Die Dotierung im Kriterium der Zweijährigen erreichte erstmals 10.000.-DM. Eddy Freundt siegte mit dem Hengst Zuviel in einer Kilometerzeit von 1:24,5. Die Trabrennbahn Recklinghausen erwarb sich den Ruf ‚schnellste Trabrennbahn Deutschlands‘ zu sein. Das Kriterium der Zweijährigen wurde 1961 zum ersten Mal als Preis des Winterfavoriten ausgetragen und bildete nun den Abschluss der Zuchtrennsaison. An den Wettschaltern wurden insbesondere in der neuen Dreierwette gute Umsätze erzielt, sodass diese schon bald in jedem Rennen zum Standard wurde. 1966 wurden im Stallgelände neue, zusätzliche Boxen errichtet, welche die Kapazität der Bahn steigerten. Im Bereich des Zielturms wurden neue Verwaltungsräume geschaffen. Das Verbindungsgebäude zwischen dem Zielturm und der 1. Tribüne wurde um eine Etage aufgestockt. Da an Regentagen die Parkfläche hinter der Tribüne oftmals zum Problem wurde, entschied man sich, diese zu asphaltieren. Aufgrund der infektiösen Anämie, welche in jener Zeit den französischen Rennsport heimsuchte, musste der Große Preis von Recklinghausen in jenem Jahr ausfallen. Am 5. Juni 1969 (nur einen Monat nach der Trabrennbahn Gelsenkirchen) wurde der Elektronentoto (Elektronischer Totalisator) in Betrieb genommen, und das zeitraubende Auswerten von Durchschreibewettscheinen entfiel. Auf einer elektronischen Anzeigetafel mit Leuchtziffern wurden Wettverläufe, Resultate und Quoten dargestellt, der alte Quotenanzeiger mit einzuschiebenden Blechtafeln hatte ausgedient. Parallel erfolgte die Installation des Rennbahnfernsehens.

#### 1970er Jahre
1972 war die Trabrennbahn Recklinghausen eine der Austragungsstätten zur Europameisterschaft der Trabrennfahrer. Am 27. September 1974 wurde eine neue Lichtanlage, nun mit 16 Meter hohen Stahlrohrmasten und verstärkter Anschlussleistung in Betrieb genommen. Wachsende Besucherzahlen verlangten nach einer Modernisierung der Anlage, die Umsätze an den Totalisatorkassen erreichten stetig neue Rekorde. Es fiel die Entscheidung, die 1950 errichtete offene Tribüne durch ein modernes, geschlossenes Tribünenhaus zu ersetzen. Im August 1977 begannen die Abrissarbeiten, am 19. September vollzog der Vereinsvorsitzende Victor Panchyrz zusammen mit Architekt Gerd Wiegand den ersten Spatenstich zum Neubau. Im Zuge der Modernisierung wurde das Rennbahnfernsehen von schwarzweiß auf Farbe umgestellt. Am 23. Juni 1978 wurde das neue, verglaste Tribünenhaus seiner Bestimmung übergeben. In dieser Zeit war Recklinghausen Mittelpunkt des internationalen Trabrennsports. Im Hippodrom auf der Hillerheide kämpften Fahrer aus Australien, Belgien, Frankreich, Neuseeland, Norwegen, Österreich und den USA um den Weltmeistertitel der Sulkyfahrer. Traditionell gehörte der Neujahrstag zum Start in die neue westdeutsche Trabrennsaison. Unter besonders erschwerten Bedingungen fand dieser Renntag am 1. Januar 1979 statt, als ein ungewöhnlicher Kälteeinbruch mit Eis und Schnee Deutschland erfasst (Schneekatastrophe 1978/1979) hatte. Mit Räumgerät wurde die Piste präpariert und der Renntag bei Tagestemperaturen um −10 °C durchgeführt. Obwohl keine Veranstaltung abgesagt werden musste, brachte der strenge Winter starke Umsatzeinbußen mit sich. Der Preis des Winterfavoriten wurde jetzt in mehreren Abteilungen gelaufen.

#### 1980er Jahre
Das Recklinghäuser Criterium wurde ab 1981 als Großer Preis der Deutschen Bundesbahn gelaufen, der Preis des Winterfavoriten ab 1982 als Panda-Pokal. Eine Pferdeinfluenza zu Beginn des Jahres 1984 führte speziell auf den westdeutschen Trabrennbahnen zu vielen Nichtstartermeldungen. Namhafte Fahrer wie Horst Bandemer, Rolf Dautzenberg und vor allem Heinz Wewering dominierten bei fast allen Veranstaltungen. Letzterer feierte am 20. Juli mit einem Sieg in Recklinghausen seinen 5000. Erfolg. Direkt nach der Jahreswende mussten Renntage infolge von Smog-Alarm abgesagt werden. Nach Absagen des Sponsors Renault-Lkw musste der Große Preis von Recklinghausen 1985 ersatzlos gestrichen werden, die Trophäe der Dreijährigen nannte sich nun Audi-Quattro-Pokal. Novum am Totalisator war die im Oktober eingeführte Finishwette. 1986 gewann Every Way mit Wilhelm Paal im Sulky den Audi-Quattro-Pokal als letzte Derby-Vorprüfung. Ehrengäste waren Walter Röhrl und Christian Geistdörfer. Im September wurde ein reiner Amateur-Renntag durchgeführt, den Rita Drees dominierte. Unerwartet verstarb im Juni 1987 Vereinspräsident Karl-Heinz Puchalla und Friedhelm Damm trat seine Nachfolge an. Die Umsätze stagnierten, waren aber im Bundesdurchschnitt stabil. Im März 1988 wurde der Große Preis von Recklinghausen wieder ins Programm aufgenommen. Mit einem Umsatz von 1.002.660 DM lag man seit sechs Jahren erstmals wieder über der Millionengrenze. Stetig wurden neue Sponsoren gesucht, sodass das Recklinghäuser Criterium zum DAB-Cup, die Trophäe der Dreijährigen nun zur Vest-Pils-Trophäe wurde. Im September gelangen Willi Rode während einer Veranstaltung 7 Siege.

#### 1990er Jahre
Im Februar 1991 versank die Trabrennbahn wieder im Schnee, sodass Rennen abgesagt werden mussten. Einen Quotenrekord gab es im Deutschen Stutenpreis, welcher jetzt als WAZ-Pokal ausgetragen wurde. Im Finallauf wurde für die Dreierwette Via Mauritz – Tundra – Vierländerin die Quote 117915:10 errechnet. Am 10. März 1995 gewann Heinz Wewering in Recklinghausen neun Rennen an einem Abend, ein bis heute weder dort noch auf einer anderen Bahn von keinem anderen Fahrer eingeholter Rekord.

#### 2000er Jahre und Insolvenz

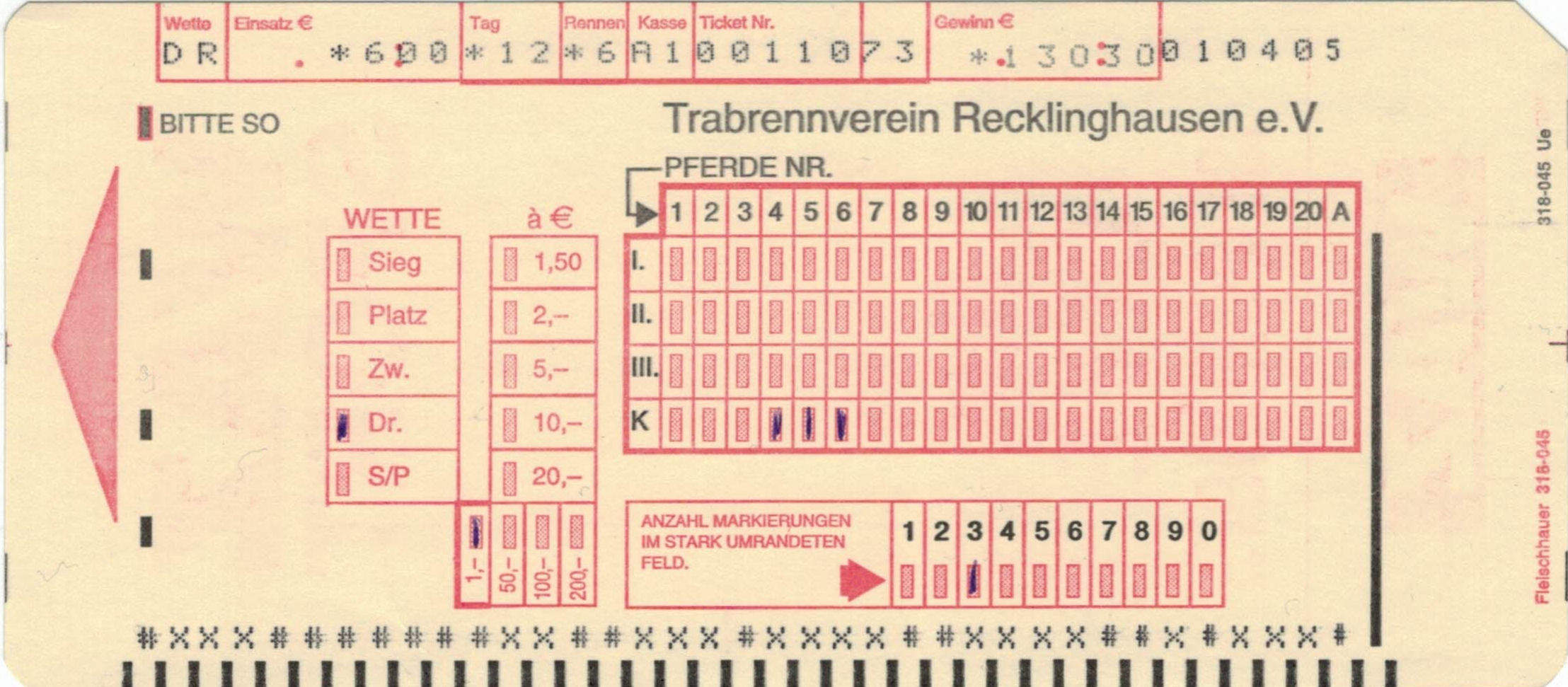
Wettkarte von 2005

Mit der Einführung des Euros im Jahr 2002 musste das Wettsystem angepasst werden. Der Mindesteinsatz betrug 1,50 €, wurde aber schon bald auf 1.- € gesenkt. Die Umsätze an den Totalisatorkassen waren rückläufig. Der langjährig in Recklinghausen gelaufene Preis des Winterfavoriten wurde 2004 nach Gelsenkirchen verlegt. Am Freitag, den 27. Oktober 2006 wurde das vorerst letzte Rennen gestartet. Die Rennbahn wurde wegen Insolvenz des Betreibers geschlossen. Der für den 10. November geplante Renntag fand nicht mehr statt.
Das Gelände der Rennbahn wurde fortan nur noch als Trainingsbahn genutzt. Aktive des Pferdesportvereins und der Stallgemeinschaft versuchten im Jahr 2010, den Rennsport auf der Anlage wiederzubeleben. Mit einem Renntag am Freitag, dem 9. Juli gab es nach vierjähriger Pause erneut Trabrennen auf der Hillerheide. Das erste Rennen hieß Die Legende lebt. Eine weitere Veranstaltung fand am Sonntag, dem 22. August mit 11 Rennen statt. Der letzte Sieger auf der Hillerheide war Prinz Quufa im Preis des Landschaftspark Hoheward mit Wolfgang Nimczyk in Sulky.
Im Sommer 2015 beschloss der Rat der Stadt Recklinghausen Leitprojekte zur Erhöhung der Lebensqualität in Hillerheide, darunter ein Zukunftskonzept für die ehemalige Trabrennbahn. Im Jahr 2016 folgte die Bürgerbeteiligungsphase dazu.